# Liste der Abgeordneten zum Kärntner Landtag (17. Gesetzgebungsperiode)
Diese Liste der Abgeordneten zum Kärntner Landtag (17. Gesetzgebungsperiode) listet alle Abgeordneten zum Kärntner Landtag in der 17. Gesetzgebungsperiode auf. Die Gesetzgebungsperiode dauerte von der konstituierenden Sitzung des Landtags am 7. November 1949 bis zur Angelobung des nachfolgenden Landtags am 17. März 1953.
Nach der Landtagswahl 1949 entfielen von den 36 Mandaten 15 auf die Sozialistische Partei Österreichs (SPÖ), 12 auf die Österreichische Volkspartei (ÖVP), 8 auf den Verband der Unabhängigen (VdU) und 1 Mandat auf Kommunistische Partei Österreichs (KPÖ). Durch die geringe Mandatszahl hatte die VO jedoch keinen Klubstatus. Gegenüber der Landtagswahl 1945 hatte dabei die SPÖ 3 Mandate und ÖVP und KPÖ je 2 Mandate an den erstmals kandidierenden VdU verloren. Die Demokratische Partei Österreichs war 1949 nicht mehr angetreten.
Der Landtag wählte am 14. November 1949 die Landesregierung Wedenig II, zudem wählten die Abgeordneten in dieser Sitzung  Hans Herke (SPÖ), Hans Grossauer (ÖVP) und Anton Supersberg (VdU) zu Mitgliedern des Bundesrats.

## Funktionen

### Landtagspräsidenten
Die Ämter des Landtagspräsidenten und seiner beiden Stellvertreter wurde nach dem Wahlergebnis im Proporzsystem vergeben. Das Amt des Ersten Landtagspräsidenten übernahm wie in der vorangegangenen Gesetzgebungsperiode Jakob Sereinigg von der SPÖ. Zweiter Präsident wurde Josef Ritscher (ÖVP), Dritter Präsident Hans Ebner (VdU).

### Klubobleute
Im Klub der Sozialistischen Partei übernahm Matthias Krassnig die Funktion des Klubobmanns, als sein Stellvertreter wirkte Hans Sima. Zum Fraktionsobmann des Klubs der Österreichischen Volkspartei wurde Alois Karisch gewählt, sein Stellvertreter war Josef Ritscher. Im Klub des Verbands der Unabhängigen übernahm Hans Ebner die Rolle des Klubobmanns, zu seinem Stellvertreter war Otto Scrinzi gewählt worden.

### Landtagsabgeordnete
| Name                 | Fraktion | Anmerkung                                                        |
| -------------------- | -------- | ---------------------------------------------------------------- |
| Ebner Wilhelm        | SPÖ      |                                                                  |
| Ebner Hans           | VdU      |                                                                  |
| Egger Hans           | VdU      |                                                                  |
| Feinig Michael       | VdU      |                                                                  |
| Ferlitsch Hans       | ÖVP      |                                                                  |
| Gruber Hermann       | ÖVP      |                                                                  |
| Herke Hans           | SPÖ      | Mandatsniederlegung in der Sitzung vom 7. Februar 1950 verkündet |
| Kanzian Josef        | SPÖ      |                                                                  |
| Karisch Alois        | ÖVP      |                                                                  |
| Kavallar Walter      | ÖVP      |                                                                  |
| Krassnig Matthias    | SPÖ      |                                                                  |
| Kropf Hermann        | ÖVP      |                                                                  |
| Leitgeb Matthias     | VdU      |                                                                  |
| Luschin Wilhelm      | SPÖ      |                                                                  |
| Petschnik Aurelie    | SPÖ      |                                                                  |
| Poscharnig Rupert    | SPÖ      |                                                                  |
| Rader Hans           | VdU      |                                                                  |
| Ritscher Josef       | ÖVP      |                                                                  |
| Rohr Hans            | VdU      |                                                                  |
| Sagaischek Franz     | ÖVP      |                                                                  |
| Salcher Josef        | ÖVP      |                                                                  |
| Schatzmayr Friedrich | SPÖ      |                                                                  |
| Schaupach Felix      | ÖVP      |                                                                  |
| Scheiber Hans        | SPÖ      |                                                                  |
| Schmied Richard      | ÖVP      |                                                                  |
| Scrinzi Otto         | VdU      |                                                                  |
| Sereinigg Jakob      | SPÖ      |                                                                  |
| Sima Hans            | SPÖ      |                                                                  |
| Striessnig Karl      | VdU      |                                                                  |
| Tillian Rudolf       | SPÖ      | ab 7. Februar 1950 für Hans Herke                                |
| Traunig Anton        | ÖVP      |                                                                  |
| Truppe Thomas        | ÖVP      |                                                                  |
| Tschebular Hans      | SPÖ      |                                                                  |
| Tschofenig Josef     | KPÖ      |                                                                  |
| Wedenig Ferdinand    | SPÖ      |                                                                  |
| Wieser Thomas        | SPÖ      |                                                                  |
| Wunder Gottfried     | ÖVP      |                                                                  |

## Ausschüsse
Nach der Angelobung der Landtagsabgeordneten wurden vom Kärntner Landtag am 14. November 1949 acht Ausschüsse gebildet. Die acht Ausschüsse waren der „Rechts- und Verfassungsausschuss“, der „Finanzausschuss“, der „Schul- und kommunalpolitische Ausschuss“, der „Land- und Forstwirtschafts-Ausschuss“, der „Sozialausschuss“, der „Bauausschuss“, der „Ausschuss für gewerbliche Wirtschaft“ und der „Minderheitenausschuss“. Die Zahl der Abgeordneten pro Ausschuss wurden auf sieben Mitglieder begrenzt, wobei die SPÖ und ÖVP jeweils drei Mitglieder pro Ausschuss und der VdU ein Mitglied pro Ausschuss stellte.